# Otachyrium aquaticum
Otachyrium aquaticum är en gräsart som beskrevs av Tatiana Sendulsky och Thomas Robert Soderstrom. Otachyrium aquaticum ingår i släktet Otachyrium och familjen gräs. Inga underarter finns listade i Catalogue of Life.